# Carlos Gamarra
Carlos Alberto Gamarra Pavón (ur. 17 lutego 1971 w Ypacaraí) – paragwajski piłkarz występujący na pozycji środkowego obrońcy. Obdarzony przydomkiem „Colorado”. Występował w reprezentacji Paragwaju oraz był jej kapitanem. Rozegrał w kadrze 110 spotkań i strzelił 11 bramek. Występował na mistrzostwach świata w 2006 roku. Strzelił wtedy gola samobójczego (w meczu z Anglią).